# Menesida marginalis
Menesida marginalis là một loài bọ cánh cứng trong họ Cerambycidae.